# Филандари
Филандари је насеље у Италији у округу Вибо Валенција, региону Калабрија.
Према процени из 2011. у насељу је живело 307 становника. Насеље се налази на надморској висини од 485 м.

## Становништво
Према резултатима пописа становништва 2011. у општини је живело 1.844 становника.
| 1951. | 1961. | 1971. | 1981. | 1991. | 2001. | 2011. |
| ----- | ----- | ----- | ----- | ----- | ----- | ----- |
| 2.437 | 2.142 | 1.910 | 1.729 | 1.703 | 1.839 | 1.844 |